# Schistidium abrupticostatum
Schistidium abrupticostatum là một loài Rêu trong họ Grimmiaceae. Loài này được (Bryhn) Ignatova & H.H. Blom mô tả khoa học đầu tiên..